# 根岸駅 (福島県)
根岸駅（ねぎしえき）は、福島県大沼郡会津美里町米田（よねた）字南地中甲（みなみちちゅうこう）にある、東日本旅客鉄道（JR東日本）只見線の駅である。
根岸線の根岸駅と区別するため、当駅発着の切符には「（只）根岸」と印字される。

## 歴史
- 1934年（昭和9年）11月1日：開業[1]。旅客のみ取り扱い。
- 1987年（昭和62年）4月1日：国鉄分割民営化により、 東日本旅客鉄道（JR東日本）の駅となる[2]。

## 駅構造
単式ホーム1面1線を有する地上駅である。駅舎はなく、ホーム上中ほどに細長い待合所（締め切り可）が設置されている。
会津若松駅管理の無人駅である。

## 利用状況
「福島県統計年鑑」によると、2000年度（平成12年度）- 2005年度（平成17年度）の1日平均乗車人員の推移は以下のとおりであった。
| 乗車人員推移       | 乗車人員推移     | 乗車人員推移 |
| 年度               | 1日平均 乗車人員 | 出典         |
| ------------------ | ---------------- | ------------ |
| 2000年（平成12年） | 30               | [ 3 ]        |
| 2001年（平成13年） | 27               | [ 4 ]        |
| 2002年（平成14年） | 22               | [ 5 ]        |
| 2003年（平成15年） | 22               | [ 6 ]        |
| 2004年（平成16年） | 25               | [ 7 ]        |
| 2005年（平成17年） | 25               | [ 8 ]        |

## 駅周辺
ほとんどが水田に囲まれており、所々に集落が点在する。
- 弘安寺（中田観音）
- 千歳桜（県指定天然記念物）- ベニヒガンザクラであり、樹齢700年くらい。根岸中田村の地頭富塚盛勝が妻・千歳の死を悼み植えたものとされる。
- 新鶴温泉
- ふれあいの森スポーツ公園
- 福島県道22号会津坂下会津高田線
- 福島県道59号会津若松三島線

## 隣の駅
東日本旅客鉄道（JR東日本）
■只見線
会津高田駅 - 根岸駅 - 新鶴駅